# واحة الكوم
واحة الكوم تقع واحة الكوم على بعد 90 كيلومتراً تقريباً عن تدمر، وتقع شمال شرق تدمر في قلب البادية الشامية، وتأخذ شكل حوض مربع، تحيط به الأودية من جهاته الأربع، وتقوم في جزئها الجنوبي قرية الكوم، وفيها تل الكوم الكبير، بالقرب من السخنة.
واحة الكوم تقع بين الجبال المحيطة وتحوي بها عدد من القرى الصغيرة، وتحوي أيضاً على مواقع أثرية.